# ولبسلبن
ولبسلبن (به آلمانی: Welbsleben) یک منطقهٔ مسکونی در آلمان است که در آرناشتاین، زاکسن-آنهالت واقع شده‌است. ولبسلبن ۷۴۳ نفر جمعیت دارد.